# 福島昇治
福島 昇治（ふくしま しょうじ、1996年4月21日 - ）は、日本のプロレスラー。プロレスリングZERO1に所属していた。

## 経歴
2017年10月13日、プロレスリングZERO1益田大会第1試合の岩崎永遠戦でデビュー。コスチュームは赤色。対戦相手の岩崎は同郷で同日デビュー。逆エビ固めで破れる。
11月24日、岐阜大会にて岩崎永遠と対戦し、逆さ押さえ込みにて勝利。デビュー後初勝利。
2018年3月4日、後楽園ホール大会にてクリス・ヴァイスよりパッケージパイルドライバーを受けた際に脳震盪を起こす。大事を取り3月17日の兵庫大会より欠場。
4月8日、靖国神社大会にて復帰するが、体調不良により再欠場。4月13日、ZERO1が会見を開き退団を発表。4月22日の新宿FACE大会にてリング上より退団の挨拶を行った。

## エピソード
- 2018年2月24日、イオン北戸田でのチャリティープロレスにおいて、自身の入場曲が聴こえず入場に遅れ入場曲が完奏しかけるというハプニングがあった。

## 得意技
ドロップキック